# Anaplectoidea modiglianii
Anaplectoidea modiglianii är en kackerlacksart som beskrevs av Hanitsch 1932. Anaplectoidea modiglianii ingår i släktet Anaplectoidea och familjen småkackerlackor. Inga underarter finns listade i Catalogue of Life.